# 曽呂利惣八
曽呂利惣八(そろりそうはち)は、愛知県春日井市から小牧市にかけて語り継がれている、盗賊の伝承である。

## 縁記
戦国時代半ばを過ぎたころ、篠木荘の関田から出川までの地方を拠点にした曽呂利という族に、惣八（宗八）という親分がいた。惣八は野盗の大親分であり、一般にスッパと呼ばれる忍者の類でもあった。
逸話では出川と大泉寺の間の、街道を通る旅人に、土をかつがせ富士塚を作らせたというものがある。
惣八は延徳元年（1489年）に病死したが、そのとき党の者が大草村の福厳寺にいる盛禅和尚を呼び引導を頼んだ。すると天が曇りだし、雷鳴が鳴り響いて、車軸を流す勢いの大雨となった。その時、黒雲の間から怪物が、口から火を吹きながら棺に襲いかかった。惣八の家来は逃げたが、和尚は棺の上に座ったまま身動きもせずお経を唱えた。怪物は、和尚のえらさに驚いて逃げ去り、天は青空になった。関田にある曽呂利塚は、惣八を葬った墓であり、円福寺にある陣太鼓、高蔵寺にある太刀は、いずれも惣八の所持していたものであると伝えられている。
今でも、雨の降る晩に、惣八の亡霊が鬼火を灯し、内津川の堤防を行ったり来たりすることもあるという。

## 遺品
ここでは遺品について説明する。
- 曽呂利惣八所持刀－高蔵寺
- 太鼓－円福寺
- 墓－関田町、大草
- 石碑－出川町